# Знаменка (Красногвардейский район)
Зна́менка (до 1948 года Фрайфельд, Берлик; укр. Знам'янка, крымскотат. Berlik, Берлик) — село в Красногвардейском районе Республики Крым, входит в состав Восходненского сельского поселения (согласно административно-территориальному делению Украины — Восходненского сельского совета Автономной Республики Крым).

## Население
| 2001 | 2014 |
| ---- | ---- |
| 599  | ↘474 |

Всеукраинская перепись 2001 года показала следующее распределение по носителям языка
| Язык             | Процент |
| ---------------- | ------- |
| русский          | 67.11   |
| крымскотатарский | 11.69   |
| украинский       | 5.01    |
| другие           | 1,0     |

### Динамика численности
- 1926 год — 29 чел.[10]
- 1989 год — 581 чел.[11]
- 2001 год — 599 чел.[12]
- 2009 год — 492 чел.[13]
- 2014 год — 474 чел.[14]

## Современное состояние
На 2017 год в Знаменке числится 4 улицы; на 2009 год, по данным сельсовета, село занимало площадь 114,8 гектара на которой, в 156 дворах, проживало 492 человека. В селе действует библиотека, фельдшерско-акушерский пункт. Село связано автобусным сообщением с райцентром и соседними населёнными пунктами.

## География
Знаменка — село в степном Крыму на севере района, у границы с Джанкойским районом, на левом берегу реки Победная, высота над уровнем моря — 23 м. Соседние населённые пункты: Плодородное в 2,5 км на восток, Вольное в 3 км на северо-запад и Краснодольное в 3 км на север, оба Джанкойского района. Расстояние до райцентра — около 10 километров (по шоссе), там же ближайшая железнодорожная станция Урожайная. Транспортное сообщение осуществляется по региональной автодороге 35Н-247 от шоссе
35А-002 «граница с Украиной — Симферополь — Алушта — Ялта» протяжённостью 1,0 км (по украинской классификации — С-0-10636).

## История
Еврейская колония, вначале называвшаяся Участок № 89, была основана на месте старинного селения Отар в 1925 году, когда советские власти приступили к организованному переселению евреев в Крым. Согласно Списку населённых пунктов Крымской АССР по Всесоюзной переписи 17 декабря 1926 года, в селе Участок № 89, Ротендорфского сельсовета Джанкойского района, числилось 11 дворов, все крестьянские, население составляло 29 человек, все евреи. Постановлением Президиума КрымЦИКа «Об образовании новой административной территориальной сети Крымской АССР» от 26 января 1935 года был создан немецкий национальный (лишённый статуса национального постановлением Оргбюро ЦК КПСС от 20 февраля 1939 года) Тельманский район (с 14 декабря 1944 года — Красногвардейский) и село включили в его состав и село включили в его состав. На 1941 год уже фигурирует название Фрайфельд. Вскоре после начала Великой Отечественной войны часть еврейского населения Крыма была эвакуирована, из оставшихся под оккупацией большинство расстреляны.
После освобождения Крыма от фашистов, 12 августа 1944 года было принято постановление № ГОКО-6372с «О переселении колхозников в районы Крыма» по которому в район из областей Украины и России переселялись семьи колхозников, а в начале 1950-х годов последовала вторая волна переселенцев из различных областей Украины. С 25 июня 1946 года Фрайфельд в составе Крымской области РСФСР
Указом Президиума Верховного Совета РСФСР от 18 мая 1948 года, Фрайфельд (в указе ещё упомянут Берлик) переименовали в Знаменку. 26 апреля 1954 года Крымская область была передана из состава РСФСР в состав УССР. Время включения в Плодородненский сельсовет пока не установлено: на 15 июня 1960 года село уже числилось в его составе. В 1966 году создан Восходненский сельсовет, в который включили село. По данным переписи 1989 года в селе проживал 581 человек. С 12 февраля 1991 года село в восстановленной Крымской АССР, 26 февраля 1992 года переименованной в Автономную Республику Крым. С 21 марта 2014 года в составе Крыма аннексирована Россией.

## Интересные факты
16 марта 1944 года, в 200 метрах восточнее Фрайфельд был сбит бомбардировщик Ju-87, бортовым стрелком-радистом которого был Йозеф Бойс, ставший впоследствии одним из крупнейших художников послевоенного мира, видным теоретиком постмодернизма.